# Kasia Walicka-Maimone
Kasia Walicka-Maimone (ur. 1964 w Suwałkach) – polska kostiumografka, znana m.in. z pracy przy filmach Kochankowie z Księżyca. Moonrise Kingdom, Capote czy Most szpiegów.

## Życiorys
Katarzyna Walicka urodziła się w Suwałkach. Tam spędziła dzieciństwo i ukończyła I LO.
Jeszcze w dzieciństwie sama szyła ubrania, mając niewiele dostępnych ubrań w PRL-owskich sklepach. Jako nauczycielki jej stylu i wyczucia mody, a także umiejętności szycia, wymieniane są jej mama i babcia.
Po ukończeniu liceum przeniosła się do Warszawy, by tam na Uniwersytecie Warszawskim studiować anglistykę. Na zakończenie studiów obroniła pracę magisterską o polskich muzykach jazzowych w USA. Po ukończeniu studiów pracowała jako tłumaczka dla grup muzycznych z Zachodu. W ten sposób poznała swojego pierwszego męża – Tony’ego Maimone, muzyka z amerykańskiego zespołu Pere Ubu. W 1989 roku, by być z mężem, wyemigrowała na stałe z Polski do USA.
Po przybyciu do USA kontynuowała dziecięcą pasję do mody i zapisałą się do nowojorskiego Fashion Institute of Technology. Dzięki tym studiom zdobyła pierwsze angaże przy przygotowaniu kostiumów do teatru i telewizyjnych reklam.
W kolejnych latach zajęła się kostiumografią filmową. W 2005 roku zaprojektowała stroje do filmu Capote (reż. Benett Miller), za co rok później została nominowana do prestiżowej nagrody przyznawanej przez Amerykańską Gildię Kostiumologów. W kostiumach projektowanych przez nią w późniejszych latach występowali tacy aktorzy jak: Philipp Seymour Hoffman, Bruce Willis, Johnny Depp, Tom Hanks, Brad Pitt, Hilary Swank, Richard Gere, Uma Thurman, Matt Damon, Jennifer Aniston, a w 2022 roku także Christine Baranski i Cynthia Nixon.
Jak informuje portal "Polska Światu": "nieoficjalnie podaje się, że w 2013 roku najpopularniejszym przebraniem na Halloween były postaci Suzy i Sama z „Moonrise Kingdom”, które w oryginale są dziełem Kasi Walickiej-Maimone".
Rodzice Katarzyny Walickiej-Maimone są emerytowanymi lekarzami. Katarzyna utrzymuje z nimi niemal codzienny kontakt, i przynajmniej raz w roku stara się przyjeżdżać z dziećmi i mężem do Polski.

## Filmografia
- 2023: Zdumiewająca historia Henry’ego Sugara
- 2022: Bielmo
- 2022: Pozłacany wiek (9 odcinków sezonu 1)
- 2020:
  - To wiem na pewno (6 odcinków sezonu 1)
  - Ciche miejsce 2
- 2019: Szczygieł
- 2018:
  - Player One
  - Ciche miejsce
- 2017: Spragnieni życia
- 2016: Żywioł. Deepwater Horizon
- 2015:
  - Pakt z diabłem
  - Most szpiegów
- 2014:
  - Foxcatcher
  - Człowiek z bieguna
  - Mów mi Vincent
  - Rok przemocy
- 2012: Kochankowie z Księżyca. Moonrise Kingdom
- 2011:
  - Władcy umysłów
  - Moneyball
- 2010: Tak to się teraz robi
- 2009:
  - Amelia Earhart
  - Nowi lokatorzy
- 2005
  - Capote
  - Mały Manhattan
- 2003: Untitled New York Pilot
- 2002: Histeryczna ślepota
- 2001:
  - Trzynaście rozmów o tym samym
  - Chosen
- 2000: Łowczyni piosenek
- 1999:
  - Puppet
  - Strangers with Candy
  - Syn Jezusa[7]

## Nagrody
W 2006 roku – za pracę przy filmie Capote z 2005 roku – otrzymała nominację do nagrody Amerykańskiej Gildii Kostiumologów (CDGA).
W 2013 roku za kostiumy w filmie Kochankowie z Księżyca. Moonrise Kingdom (za rok 2012) otrzymała nominacje do nagród Amerykańskiej Gildii Kostiumologów (CDGA), Międzynarodowych Nagród Kina Online (INOCA), a także Stowarzyszenia Filmu i Telewizji Online (OFTA).
W 2015 roku jej kostiumy w filmie Rok przemocy były nominowane do nagrody Londyńskiego Koła Krytyków Filmowych.
W 2023 roku za kostiumy do odcinka "Let the Tournament Begin" w serialu Pozłacany wiek otrzymała nominację do nagrody Amerykańskiej Gildii Kostiumologów (CDGA).